# Дідур Едуард Олександрович
Едуард Олександрович Дідур (нар. 14 лютого 1939, Носівці, УРСР — пом. 3 березня 2014) — радянський футболіст воротар.

## Кар'єра гравця
Вихованець групи підготовки при команді «Спартак» (Москва). У футболці «Спартака» дебютував 5 грудня 1957 року в переможному (3:2) домашньому поєдинку 13-го туру класу «А» проти київського «Динамо». Едуард вийшов на поле, замінивши Валентина Івакіна. Цей матч виявився єдиним для Дідура в складі основної команди московського клубу. Наступного року захищав кольори першолігового ставропольського «Спартака». Зіграв 3 поєдинки у чемпіонаті СРСР та 1 матч у кубку СРСР. У 1959 році повернувся в Україну, де до 1961 року виступав у складі львівського СКВО. У футболці львівської команди зіграв 15 матчів у першій лізі чемпіонату СРСР та 1 поєдинок у кубку СРСР. У 1962 році перейшов до складу першолігового орловського «Спартака», але не зігравши жодного офіційного поєдинку перейшов до тульського «Шахтаря». У 1962 році повернувся до «Спартака», але вже наступного року опинився в складі клубу «СіП» (М), кольори якого захищав до 1965 року та був основним воротарем команди. У 1966 році повернувся до московського «Спартака», в складі якого того ж року й завершив кар'єру гравця.

## Після завершення кар'єри
З 1967 року розпочав займатися суддівською діяльністю. З 1969 року представляв на цій посаді Москву. 29 грудня 1984 року отримав всесоюзну суддівську категорію. Працював футбольним арбітром до 1989 року. За цей час відсудив 216 матчів: 74 матчі — як головний арбітр, 142 матчі — як боковий арбітр. З 1990-х років — інспектор суддівського корпусу. Паралельно з суддівською та інспекторською діяльністю тренував (з 1967 по 1999 рік) аматорську команду «Чайка» (Москва). З 2000 року — член сддівського комітету РАМФ.
Помер 3 березня 2014 року.